# Laocianos
Os laocianos ou laosianos (em laociano: ລາວ; em isan: ลาว, AFI: [láːw]) são os membros de um subgrupo étnico dos tais do Sudeste Asiático. A imensa maioria dos laocianos vive no Laos e na região de Isan, na Tailândia.

## Nomes
A etimologia da palavra Lao é incerta, embora possa estar relacionada às tribos conhecidas como Ai Lao (laociano: ອ້າຽລາວ; isan: อ้ายลาว; chinês: 哀牢, pinyin Āiláo; vietnamita: ai lao) que aparecem nos registrados da Dinastia Han, na China e no Vietnã, como um povo originário da região da atual Província de Yunan. Entre as tribos descendentes dos Ai Lao estavam as tribos tais que migraram para o Sudoeste Asiático. Os laocianos, como muitos outros povos tais, referem-se a si próprios apenas como Tai (laociano: ໄທ; isan: ไท, AFI: [tʰáj]) e, mais especificamente, Tai Lao (ໄທລາວ, ไทลาว). Na Tailândia, a população laociana local é diferenciada dos laocianos do Laos e dos tailandeses locais através do termo Thai Isan (laociano: ໄທຍ໌ອີສານ; isan: ไทยอีสาน; AFI: [i: să:n]), um termo derivado do sânscrito que significa "nordeste", porém Lao também é utilizado.